# Clarence J. Brown

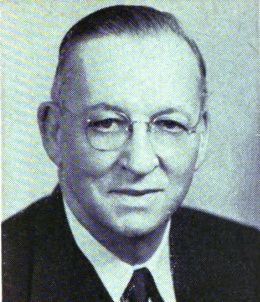
Clarence J. Brown (1961)

Clarence J. Brown (* 14. Juli 1895 in Blanchester, Clinton County, Ohio; † 23. August 1965 in Washington, D.C.) war ein US-amerikanischer Politiker. Zwischen 1939 und 1965 vertrat er den Bundesstaat Ohio im US-Repräsentantenhaus.

## Leben
Clarence Brown besuchte die öffentlichen Schulen seiner Heimat sowie zwischen 1913 und 1915 die Washington and Lee University in Lexington (Virginia), an der er Jura studierte. In den Jahren 1915 und 1916 arbeitete er für die Statistikabteilung der Staatsregierung von Ohio. Danach wurde er in Blanchester im Zeitungsgeschäft tätig. Er gab mehrere Zeitungen heraus und wurde Präsident der Brown Publishing Co. Außerdem betrieb er einige größere Farmen. Gleichzeitig schlug er als Mitglied der Republikanischen Partei eine politische Laufbahn ein.
Zwischen 1919 und 1923 war er als Vizegouverneur von Ohio Stellvertreter der Gouverneure James M. Cox und Harry L. Davis. Zwischen 1927 und 1933 bekleidete Brown das Amt des Secretary of State von Ohio. Im Jahr 1934 bewarb er sich erfolglos um das Amt des Gouverneurs. Zwischen 1936 und 1948 war er Delegierter zu allen Republican National Conventions. Seit 1944 gehörte er dem Republican National Committee an.
Bei den Kongresswahlen des Jahres 1938 wurde Brown im siebten Wahlbezirk von Ohio in das US-Repräsentantenhaus in Washington, D.C. gewählt, wo er am 3. Januar 1939 die Nachfolge des Demokraten Arthur W. Aleshire antrat. Nach 13 Wiederwahlen konnte er bis zu seinem Tod am 23. August 1965 im Kongress verbleiben. Bis 1941 wurden dort die letzten der New-Deal-Gesetze der Bundesregierung unter Präsident Franklin D. Roosevelt verabschiedet, die Brown ablehnte. Er war ein Isolationist und stand generell der Politik von Roosevelt konträr gegenüber. Seit 1941 war auch die Arbeit des Kongresses von den Ereignissen des Zweiten Weltkrieges geprägt. Außerdem fielen der Beginn des Kalten Krieges, der Koreakrieg und innenpolitisch die Bürgerrechtsbewegung sowie der Beginn des Vietnamkrieges in Browns Zeit als Kongressabgeordneter. Von 1947 bis 1949 war er Vorsitzender des Committee on Newsprint. Nach dem Krieg stand er auch in Opposition zum neuen Präsidenten Harry S. Truman und dessen Politik. Später gehörte er dem Geschäftsordnungsausschuss an, wo er sich liberalen Gesetzen der Präsidenten John F. Kennedy und Lyndon B. Johnson widersetzte.
Clarence Brown war mit Ethel McKinney verheiratet, mit der er mindestens drei Kinder hatte. Der Sohn Bud wurde im Jahr 1965 nach dem Tod des Vaters als dessen Nachfolger in den Kongress gewählt. Dessen Sohn Clancy, Clarence Browns Enkel, wurde ein bekannter Filmschauspieler.